# Filip
Filip is een jongensnaam. Het is de Nederlandse vorm van de Griekse naam Philippos, wat zoveel betekent als "paardenliefhebber" (philos (φίλος) = "vriend" en hippos (ἵππος) = "paard"). Het is een vrij oude Griekse naam die al werd gedragen door vijf koningen van Macedonië.

## Varianten
De volgende namen (o.a.) zijn varianten of afgeleiden van Philippos:
- Fieliep, Filiep, Filip, Filipe, Filips, Filippe, Filippus, Fliep, Fliepe, Flip, Flippe, Fluppe, Philiep, Philip, Philippe, Phillippe, Philippus.

De naam komt ook in andere talen voor:
- Duits: Philipp, Philippus
- Engels: Philip, wat soms wordt afgekort als Phil, Phill of Pip
- Frans: Philippe
- Hongaars: Fülöp
- Italiaans: Filippo, Lippo, Pippo
- Russisch: Филипп (Filipp)

Vrouwelijke vormen zijn onder andere: Filipa, Filipine, Filippa, Filippine, Fulpine, Philippa, Philippine.

## Bijbel
In het Nieuwe Testament is Filippus de naam van een van Jezus' apostelen.

## Heiligen
- Filip II van Moskou (1507-1569), metropoliet van Moskou, bekend door zijn openlijke stellingname tegen tsaar Ivan IV.
- Filippus Neri (1515-1595), Italiaans heilige, stichter van de orde der Oratorianen
- Filippus Smaldone (1848-1923), Italiaans heilige
- Philippus van Ratzeburg (?-1215), Duits bisschop

## Europese vorstenhuizen en adel

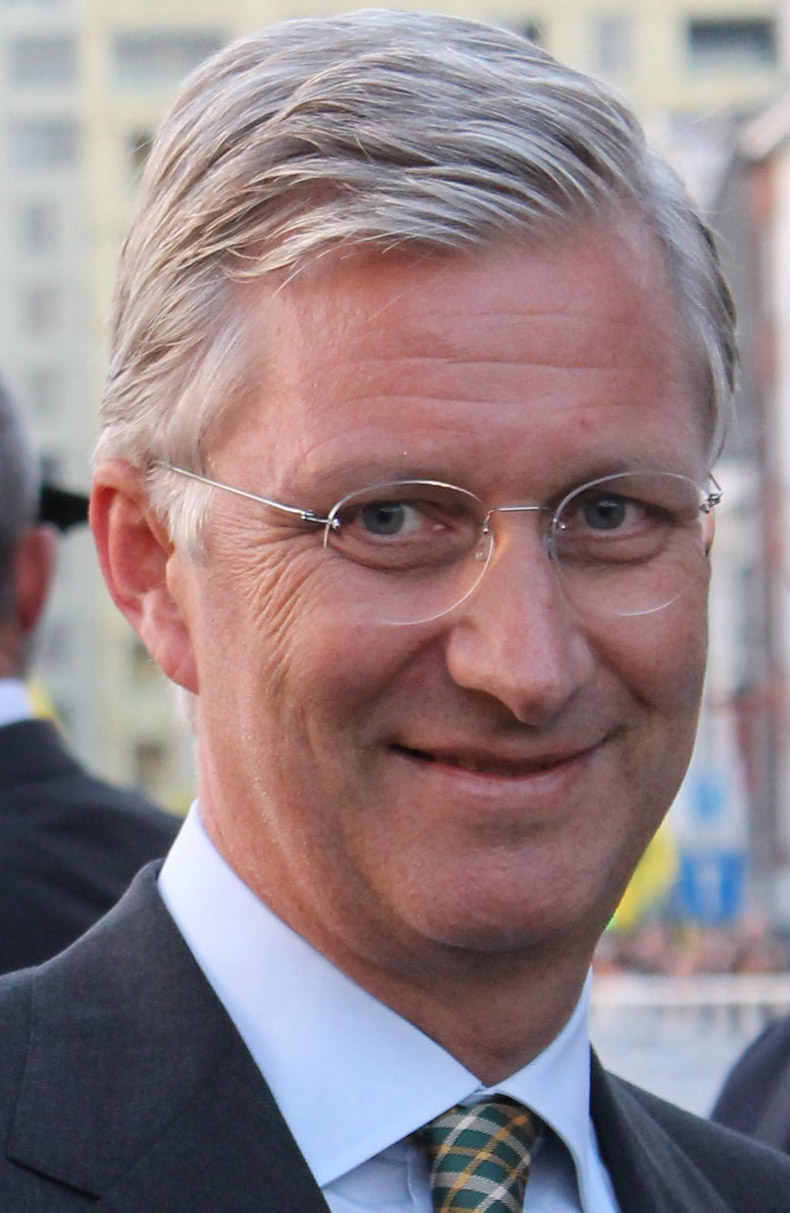
Koning Filip van België

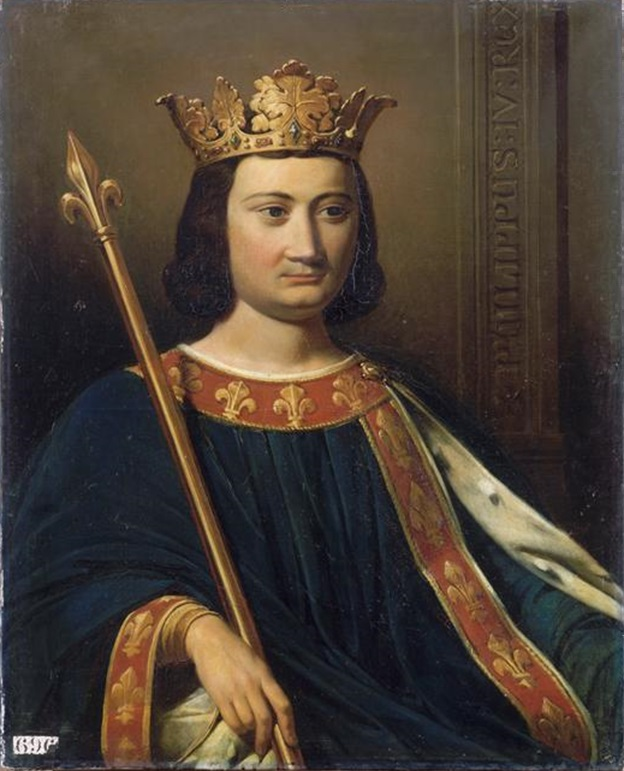
Filips IV van Frankrijk

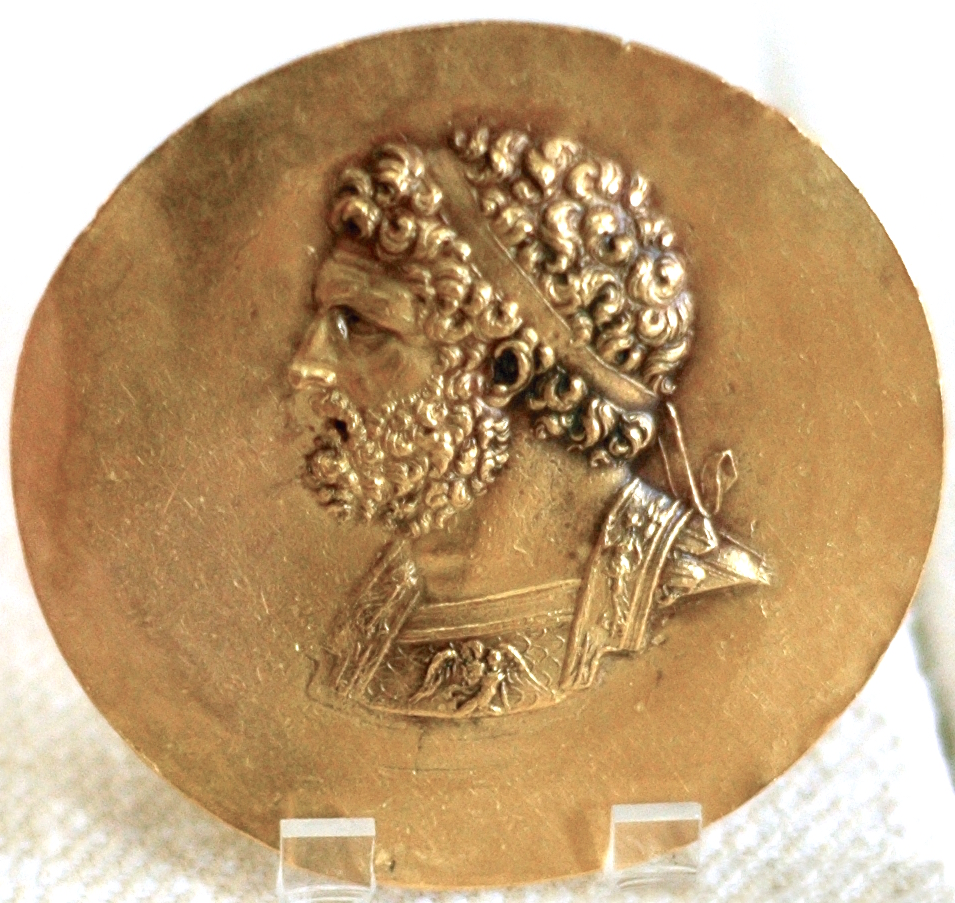
Philippus II van Macedonië

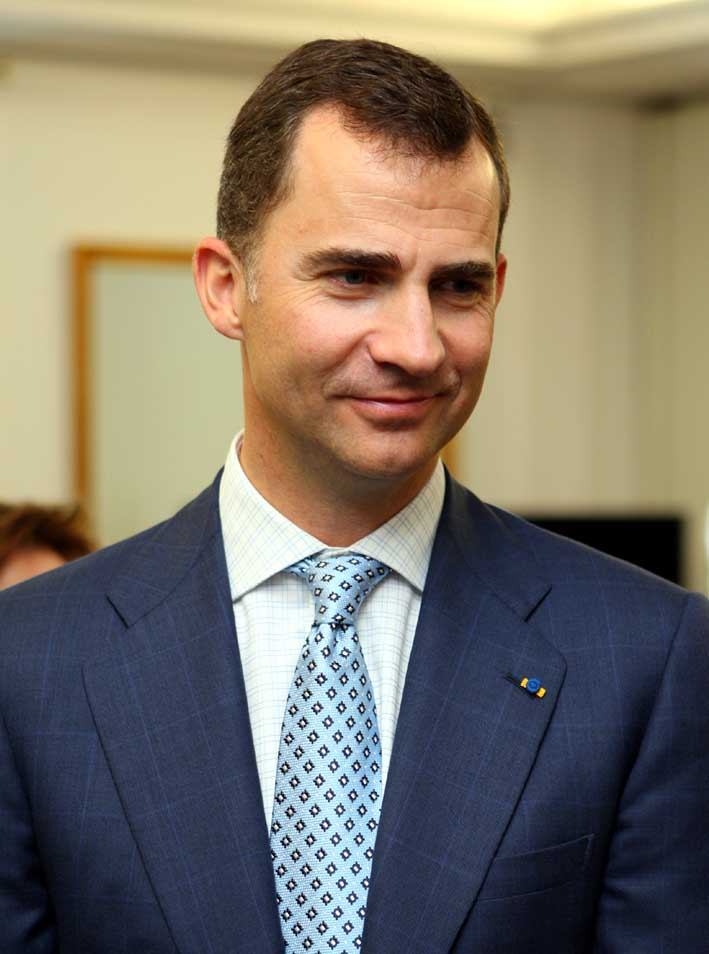
Felipe VI van Spanje

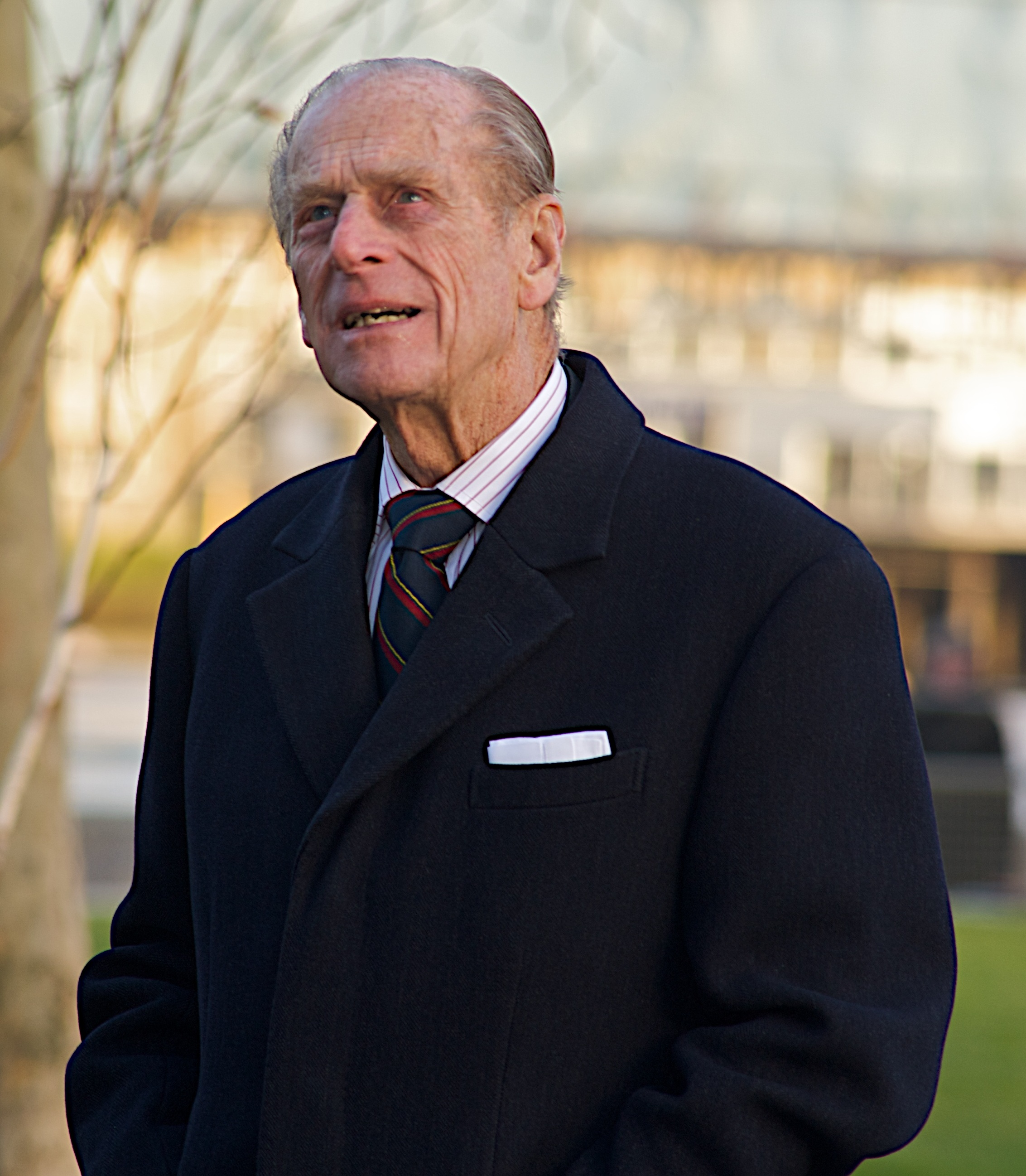
Prins Philip, hertog van Edinburgh

### Hertogen van Bourgondië
- Filips van Rouvres
- Filips de Stoute
- Filips de Goede

### Byzantijns keizer
- Philippikos

### Koning van België
- Filip van België, koning van België en hertog van Brabant

### Koningen van Castilië en Spanje en Portugal
- Filips van Oostenrijk, bijgenaamd "de Schone"
- Filips II van Spanje, ook koning van Napels, Sicilië en (als Filips I) van Portugal
- Filips III van Spanje, ook koning van Napels, Sicilië en (als Filips II) van Portugal
- Filips IV van Spanje, ook koning van Portugal (als Filips III)
- Filips V van Spanje

### Koningen van Frankrijk
- Filips I van Frankrijk
- Filips II van Frankrijk
- Filips III van Frankrijk, bijgenaamd "de Stoute"
- Filips IV van Frankrijk, bijgenaamd "de Schone"
- Filips V van Frankrijk, bijgenaamd "de Lange"
- Filips VI van Frankrijk

### Koningen van Macedonië
- Philippos I van Macedonië
- Philippus II van Macedonië, vader van Alexander de Grote
- Philippus III van Macedonië, halfbroer van Alexander de Grote
- Philippos IV van Macedonië
- Philippos V van Macedonië

### Koningen van Navarra
- Filips I van Navarra, ook bekend als Filips IV van Frankrijk
- Filips II van Navarra, ook bekend als Filips V van Frankrijk
- Filips III van Navarra

### Keizers van Rome
- Philippus I Arabs, Romeins keizer
- Philippus II, Romeins keizer

### Graven en hertogen van Savoye
- Filips I van Savoye, graaf van Savoye
- Filips II van Savoye, hertog van Savoye

### Koning van Spanje
- Felipe VI van Spanje, koning van Spanje

### Leden vorstenhuizen
- Filippus Simonsson, Noors troonpretendent en tegenkoning
- Filips van Artesië, graaf van Eu
- Filips van België, prins van België, hertog van Saksen, prins van Saksen-Coburg-Gotha en Graaf van Vlaanderen; vader van koning Albert I van België
- Filips van de Elzas, graaf van Vlaanderen
- Filips I van Hessen, landgraaf van Hessen
- Filips van Milly, baron van het Koninkrijk Jeruzalem, heel van Nablus en Oultrejordain
- Filips I van Montfort, heer van Montfort
- Filips II van Montfort, heer van Montfort
- Filips van Parma, hertog van Parma
- Filips van Saint-Pol, hertog van Brabant en Limburg, graaf van Saint-Pol en Ligny
- Filips I van Tarente
- Filips van Zwaben, koning van Duitsland, markgraaf van Toscane, hertog van Zwaben
- Philip Mountbatten, hertog van Edinburgh en echtgenoot van koningin Elizabeth II van het Verenigd Koninkrijk
- Philippos van Griekenland en Denemarken

## Bekende naamdragers

### Felipe
Zie Felipe

### Filip
- Filip Adamski (* 1983), Duitse roeier
- Filip Adwent (1955-2005), Pools politicus, lid van het Europees Parlement
- Filip Albrecht (* 1977), Duits-Tsjechische tekstschrijver, muziekproducent en mediamanager
- Filip Bolluyt, Nederlands acteur
- Filip De Man, Vlaams politicus en journalist
- Filip De Pillecyn, Vlaams schrijver
- Filip De Wilde, Belgisch voetballer
- Filip Dewinter, Vlaams politicus
- Filip Dewulf, Belgisch tennisser
- Filip Joos, Vlaams sportverslaggever
- Filip Meirhaeghe, Belgisch mountainbiker
- Filip Naudts, Belgisch fotograaf
- Filip Ospalý, Tsjechisch triatleet, duatleet en aqualeet
- Filip Peeters, Vlaams acteur
- Filip Šebo, Slowaaks voetballer

### Filippo
- Filippo Brunelleschi, Italiaans architect, goudsmid en beeldhouwer
- Filippo Buonarroti, Frans politicus
- Filippo Casagrande, Italiaans wielrenner
- Filippo Inzaghi, Italiaans voetballer
- Filippo Magnini, Italiaans zwemmer
- Filippo Marinetti, Italiaans kunstenaar
- Filippo Pozzato, Italiaans wielrenner
- Filippo Simeoni, Italiaans wielrenner

### Filippus
- Filippus (tetrarch), tetrarch binnen de dynastie van de Herodianen
- Tegenpaus Filippus

### Filips
- Filips van Sint-Aldegonde, Zuid-Nederlands schrijver, politicus, geleerde en assistent van Willem van Oranje

Zie ook Filips.

### Flip
- Flip Buurmeijer, Nederlands politicus
- Flip G. Droste, Nederlands schrijver en publicist
- Flip van Duyn, Nederlands acteur
- Flip Hamers (architect), Nederlands architect
- Flip Jonkman, Nederlands dirigent
- Flip Kowlier, Vlaams singer-songwriter
- Flip Veldmans, Nederlands organist

### Phil
- Phil Anderson (wielrenner), Australisch wielrenner
- Phil Anselmo, Amerikaans zanger
- Phil Bosmans, Belgisch pater en schrijver
- Phil Bryant, Amerikaans boogschutter
- Phil Collins, Brits popmuzikant
- Phil Coulter, Iers muzikant, songwriter en componist
- Phil Harris, Amerikaans drummer en zanger
- Phil Hellmuth, Amerikaans pokerspeler
- Phil Ivey, Amerikaans pokerspeler
- Phil Jackson, Amerikaans basketbalspeler en -coach
- Phil Lynott, Brits bassist en zanger
- Phil Mahre, Amerikaans alpineskiër
- Phil McGraw, Amerikaans psycholoog en televisiepresentator, bekend als "Dr. Phil"
- Phil Mickelson, Amerikaans golfer
- Phil Neal, Engels voetballer en voetbalcoach
- Phil Neville, Engels voetballer
- Phil Rogers, Australisch zwemmer
- Phil Rudd, Australisch drummer
- Phil Scott, Amerikaans politicus
- Phil Selway, Brits drummer
- Phil Spector, Amerikaans muziekproducer
- Phil Taylor, Engels darter
- Phil Thompson, Engels voetballer

### Philip
- Philip Bailey, Amerikaans zanger
- Philip Bloemendal, Nederlands nieuwslezer
- Philip Blommaert, Vlaams schrijver
- Philip Catherine, Belgisch jazzgitarist
- Philip K. Dick, Amerikaans schrijver
- Philip Freneau, Amerikaans dichter
- Philip Freriks, Nederlands journalist
- Philip Glass, Amerikaans componist
- Philip Glenister, Engels acteur
- Philip Guston, Amerikaans kunstenaar
- Philip Kohnstamm, Nederlands natuurkundige, filosoof en pedagoog
- Philip Langridge, Brits tenor
- Philip Larkin, Engels schrijver
- Philip Lieberman, Amerikaans linguïst
- Philip Massinger, Engels toneelschrijver
- Philip Noel-Baker, Brits politicus
- Philip Roth, Amerikaans auteur
- Philip Rothman, Amerikaans componist en dirigent
- Philip Sadée, Nederlands kunstenaar
- Philip Seymour Hoffman, Amerikaans acteur
- Philip Showalter Hench, Amerikaans arts
- Philip Sidney, Engels dichter en diplomaat
- Philip Van Isacker, Vlaams politicus en bankier
- Philip Van Zandt, Nederlands-Amerikaans acteur
- Philip Whalen, Amerikaans dichter

### Philipp
- Philipp Kohlschreiber, Duits tennisser
- Philipp Lahm, Duits voetballer
- Philipp Petzschner, Duits tennisser

### Philippe
- Philippe Albert, Belgisch voetballer
- Philippe Bär, Nederlands bisschop
- Philippe Berthelot, Frans diplomaat
- Philippe Boesmans, Belgisch componist
- Philippe Busquin, Waals politicus
- Philippe de Champaigne, Frans schilder
- Philippe Chatrier, Frans tennisser
- Philippe Clement, Belgisch voetballer
- Philippe Courard, Waals politicus
- Philippe Cousteau, Frans oceanograaf
- Philippe Delzenne, Vlaams stripauteur
- Philippe Dubois, Belgisch kunstschilder
- Philippe Faure, Frans acteur en toneelschrijver
- Philippe Felgen, Luxemburgs voetballer
- Philippe Francq, Belgisch striptekenaar
- Philippe Gaumont, Frans wielrenner
- Philippe Geubels, Vlaams stand-upcomedian
- Philippe Gilbert, Belgisch wielrenner
- Philippe Henriot, Frans politicus
- Philippe Herreweghe, Belgisch dirigent
- Philippe Junot, Frans zakenman en investeerder
- Philippe Lafontaine, Belgisch zanger
- Philippe Lebon, Frans ingenieur
- Philippe Léonard, Belgisch voetballer
- Philippe Mahoux, Waals politicus
- Philippe Maystadt, Waals politicus
- Philippe Monfils, Waals politicus
- Philippe Moureaux, Belgisch politicus
- Philippe Muyters, Vlaams politicus
- Philippe Noiret, Frans acteur
- Philippe Pétain, Frans militair
- Philippe Rogier, Nederlands polyfonist
- Philippe Saive, Belgisch tafeltennisser
- Philippe Starck, Frans ontwerper
- Philippe Thys, Belgisch wielrenner
- Philippe de Vitry, Frans componist
- Philippe Washer, Belgisch tennisser
- Philippe Willem van der Sleyden, Nederlands politicus
- Philippe Wolfers, Belgisch edelsmid

### Philippus
- Philippus de Monte, Zuid-Nederlands componist
- Philippus Rovenius, aartsbisschop van Utrecht
- Philippus van Side, vroegchristelijk geschiedschrijver

### Phill
- Phill Jupitus, Brits comedian
- Phill Nixon, Brits darter

### Phillip
- Phillip Cocu, Nederlands voetballer
- Phillip King (beeldhouwer), Brits beeldhouwer
- Phillip Noyce, Australisch filmregisseur, producent en scenarioschrijver
- Phillip Allen Sharp, Amerikaans geneticus en moleculair bioloog
- Phillip Dormer Stanhope, Brits staatsman en schrijver

## Fictieve figuren
- Flip, de papegaai van Jommeke.
- Flip Flink, stripfiguur
- Flipje, het fruitbaasje van Tiel
- Philip J. Fry, personage uit de Amerikaanse animatieserie Futurama